# Ligne de Tunis à Gabès
La ligne de Tunis à Gabès est une ligne de chemin de fer du centre de la Tunisie.
238 trains voyageurs (dont 58 trains grandes lignes et 180 trains de banlieue) et 50 trains de marchandises circulent chaque jour sur cette ligne.

## Projet de prolongement
Il existe un projet de prolongement, sans cesse reporté depuis 1981, jusqu'à Médenine, Ben Gardane et Ras Jedir,.